# Ochyrocera arietina
Ochyrocera arietina là một loài nhện trong họ Ochyroceratidae. Loài này phân bố ở Cuba và Saint Vincent.